# Tomislav Marić
Tomislav Marić (Heilbronn (Duitsland), 28 januari 1973) is een voormalig Kroatisch voetballer.

## Clubcarrière
Marić speelde tussen 1992 en 2007 voor Ludwigsburg, Karlsruhe, Wattenscheid, Stuttgarter Kickers, Wolfsburg, Borussia Mönchengladbach, Urawa Red Diamonds en Hoffenheim.

## Kroatisch voetbalelftal
Marić debuteerde in 2002 in het Kroatisch nationaal elftal en speelde 11 interlands, waarin hij 2 keer scoorde. Marić kon ook uitkomen voor het voetbalelftal van Bosnië en Herzegovina, vanwege zijn Bosnische wortels.